# Курт Райхенбах-Клінке
Курт Райхенбах-Клінке (нім. Kurt Reichenbach-Klinke; 21 лютого 1917, Фюрстенвальде — 5 червня 1943, Північна Атлантика) — німецький офіцер-підводник, капітан-лейтенант крігсмаріне.

## Біографія
5 квітня 1935 року вступив в крігсмаріне, до листопада 1938 року проходив різноманітну підготовку. З грудня 1938 року — 1-й вахтовий офіцер на підводному човні U-57. З 1 жовтня 1940 по 20 березня 1941 року — командир U-23, після чого направлений на навчання і 1-шу навчальну дивізію підводних човнів і 24-ту навчальну флотилії підводних човнів. З липня 1941 року — викладач 4-ї навчальної дивізії. 12 грудня 1941 року направлений на будівництво U-217, 21 січня 1942 року призначений його командиром. 5 червня 1943 року човен був потоплений у Північній Атлантиці південно-західніше Азорських островів (30°18′ пн. ш. 42°50′ зх. д.) глибинними бомбами «Евенджерів» за підтримки «Вайлдкетів» з ескортного авіаносця ВМС США «Боуг». Всі 50 членів екіпажу загинули.
Всього за час бойових дій здійснив 3 погоди (загалом 235 днів у морі) і потопив 3 кораблі загальною водотоннажністю 10 651 брт.
| Назва       | Тип              | Належність      | Дата           | Тоннаж (БРТ) | Екіпаж          | Вантаж                                                      | Місце                                                       |
| Sea Gull D. | риболовний човен | Велика Британія | 19 серпня 1942 | 75           | 9               | 65 пасажирів (2 загиблих)                                   | 11°38′ пн. ш. 67°42′ зх. д. / 11.633° пн. ш. 67.700° зх. д. |
| Etna        | вантажне судно   | Швеція          | 14 грудня 1942 | 2 619        | 27              | 3400 т генеральних вантажів та 71 мішок дипломатичної пошти | 17°43′ пн. ш. 46°15′ зх. д. / 17.717° пн. ш. 46.250° зх. д. |
| Rhexenor    | вантажне судно   | Велика Британія | 3 лютого 1943  | 7 959        | 70 (3 загиблих) | 6451 т какао-бобів                                          | 24°59′ пн. ш. 43°37′ зх. д. / 24.983° пн. ш. 43.617° зх. д. |

## Звання
- Кандидат в офіцери (5 квітня 1935)
- Кадет (25 вересня 1935)
- Фенріх-цур-зее (1 липня 1936)
- Обер-фенріх-цур-зее (1 січня 1938)
- Лейтенант-цур-зее (1 квітня 1938)
- Оберлейтенант-цур-зее (1 жовтня 1938)
- Капітан-лейтенант (1 грудня 1942)

## Нагороди
- Медаль «За вислугу років у Вермахті» 4-го класу (4 роки)